# Ксиландер

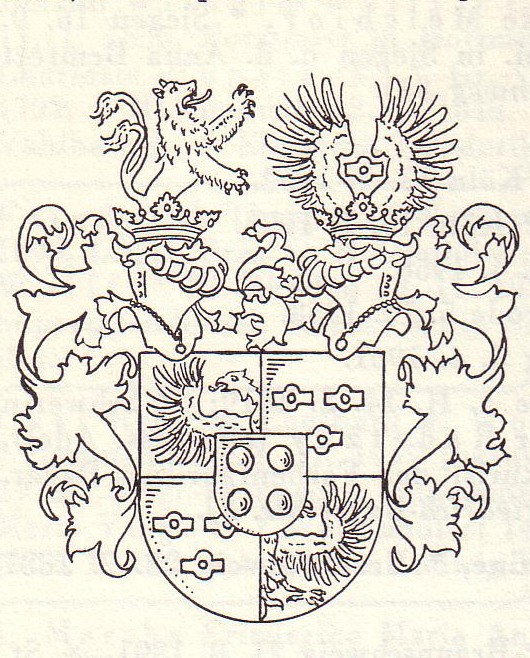
Герб роду Ксиландер.

Ксиландер (нім. Xylander) — рід німецький аристократів.

## Історія
Першим аристократом в роду став Карл Ксиландер, пфальцівський князівський завідувач військовим провіантом і казармами, який 4 листопада 1792 року отримав титул едлер (нім. Edler — Благородний) і прізвище Едлер фон Ксиландер. В 1809 році його син Карл, майор Баварської армії, разом із своїми братами та сестрами був зарахований в лицарський клас (нім.Ritterklasse) і отримали прізвище Ріттер унд Едлер фон Ксиландер.

## Відомі представники
- Еміль фон Ксиландер (1835—1911) — німецький офіцер, генерал-полковник Баварської армії.
- Ернст фон Ксиландер (1922—1998) — німецький психолог, філософ і астролог.
- Генріх фон Ксиландер (1840—1905) — німецький офіцер, генерал піхоти Баварської армії.
- Генріх фон Ксиландер (1904—1941) — німецький історик.
- Йозеф фон Ксиландер (1794—1854) — німецький офіцер, генерал-майор Баварської армії.
- Марлен фон Ксиландер — німецька письменниця і історик.
- Роберт фон Ксиландер (1830—1905) — німецький офіцер, генерал-лейтенант Баварської армії.
- Оскар фон Ксиландер (1856—1940) — баварський військовий діяч, генерал піхоти. Великий канцлер Військового ордена Максиміліана Йозефа.
- Рудольф фон Ксиландер (1872—1946) — німецький офіцер і військовий історик, генерал-майор вермахту.
- Вольф-Дітріх фон Ксиландер (1903—1945) — німецький офіцер, генерал-лейтенант вермахту. Кавалер Лицарського хреста Залізного хреста.